# Titus Lucretius Tricipitinus
Titus Lucretius Tricipitinus (Latijn: T. Lucretius T. f. - n. Tricipitinus) was een Romeins politicus uit de 6e eeuw v.Chr.
Hij was een Romeins senator en praefectus urbi (stadsprefect) onder Tarquinius Superbus.
Zijn dochter Lucretia, die was getrouwd met Lucius Tarquinius Collatinus, zou worden verkracht door de koningszoon Sextus Tarquinius Superbus, waarop ze haar vader en echtgenoot aanspoorden haar te wreken en vervolgens zelfmoord pleegde. Daarop zouden deze samen met Lucius Junius Brutus een einde maken aan de heerschappij van de Tarquinii en de Romeinse Republiek stichten.
Titus bekleedde in 508 v.Chr. het consulaat, samen met Publius Valerius Publicola. Hij zou in 504 v.Chr. opnieuw samen met Publicola door de comitia centuriata tot consul worden verkozen. Beide consuls hielden een triomftocht voor hun overwinningen op de Sabijnen en Veientanes die eindigde met de inname van Fidenae. Het was ook onder dit tweede consulaat van Titus dat Attus Clausus werd verwelkomd in Rome en werd opgenomen in de Senaat.